# كنعان هادزيتش
كنعان هادزيتش هو لاعب كرة قدم كرواتي في مركز الدفاع، ولد في 7 مايو 1994 في مدينة بولا في كرواتيا. لعب مع NK Rovinj ‏.

## وصلات خارجية
- كنعان هادزيتش على موقع قاعدة بيانات كرة القدم.إي يو (الإنجليزية)
- كنعان هادزيتش على موقع Soccerway.com (الإنجليزية)